# Hans Henning Atrott
 (avril 2021).
Le contenu est difficilement compréhensible vu les erreurs de traduction, qui sont peut-être dues à l'utilisation d'un logiciel de traduction automatique.
 (juin 2022).
Hans Henning Atrott, aussi connu comme Hans Atrott, né le 12 janvier 1944 à Memel (Reich allemand) et mort en 2018, est un philosophe, politologue et écrivain allemand-lituanien. Il milite pour l'euthanasie volontaire et est un critique du christianisme. Il acquiert alors une renommée internationale pour son militantisme dans la mort avec dignité.

## Biographie

### Origine, enfance, déportation en Allemagne
Son père Wilhelm A. originaire de Lituanie, était un pasteur protestant dans la ville ; sa mère, née Edith Klingbeil, était une avocate de Lyck (Prusse-Orientale). Ses deux parents n’ont pas survécu à la fin de la Seconde Guerre mondiale. De 1938 à octobre 1944, ville de Klaipeda a été annexée par l'Allemagne. La défaite étant prévisible, les autorités allemandes ont ordonné en 1944 l’évacuation de la ville. Ainsi, il a d'abord vécu en Allemagne de l'Est puis à partir de 1956 et jusqu'en 1995 en Allemagne de l'Ouest.

### Éducation et activité en tant qu'étudiant
Hans Henning Atrott a étudié la philosophie, la science politique et la sociologie à l'université de Munich et à l'École de science politique à Munich. Ici, il semble devenir promu par le professeur juif pour la philosophie Helmut Kuhn (de) (1899-1991, qui a quitté l'Allemagne pendant la période nazie et est revenu après la Seconde Guerre mondiale. De 1969 à 1971, Hans Henning Atrott était le président national de l'Association des étudiants de Prusse-Orientale en Allemagne ("Studentenbund Ostpreußen"),.

### Engagement à l'euthanasie volontaire
En 1980, il a fondé la Société allemande pour mourir dans la dignité (Deutsche Gesellschaft fuer Humanes Sterben, DGHS) domiciliée à Augsbourg en Bavière  et a servi comme le président national  jusqu'en 1994. Entre 1982 et 1984, il fut directeur exécutif de la Fédération mondiale des Sociétés pour mourir dans la dignité (World Federation of Right to die Societies). Il innova les testaments biologiques en Allemagne et inventa le terme allemand pour cette matière : "Patientenverfuegung".

### Atrott et la France
En 1995, il a immigré avec sa famille en France, à Kesseldorf (Alsace / France), où il a vécu jusqu'en 1999. Originellement, le nom Atrott est  français. M. Atrott est un descendant de Huguenots français qui ont émigré en Allemagne au XVIIe siècle. Le nom Atrott est mentionné dans la liste des  émigrants français en Allemagne par la "Deutsche Hugenotten-Gesellschaft" (Société  Huguenot Allemande).

## Œuvres
Après son engagement pour l'euthanasie volontaire, il a repris ses travaux démystifiant le christianisme, ce qu'il avait déjà fait auparavant. En 2009, il a publié son livre Jesus’ Bluff  - The Universal Scandal of the World (Le Bluff de Jésus - Le Scandale universel du monde) aux États-Unis et en 2015 Cross and Crime - Jesus Came to Crucify the World [The Gospel of Philip], (Croix et Crime - Jésus est venu pour crucifier le monde [l'Évangile de Philippe]), un livre qui a été traduit en français.

## Divers
Son mariage avec Anita Atrott a eu lieu en 1978. Aujourd'hui, à l'exception de l'Allemagne, par la plupart des encyclopédies dans le monde entier en ligne pertinentes qui traitent avec des célébrités, Hans Henning Atrott est classé parmi les grands philosophes de l'histoire humaine,,. Il est père et grand-père et partage son temps entre Klaipéda (Lituanie), Los Gigantes (Espagne) et la Suisse.